# دوك نيوتن
دوك نيوتن (بالإنجليزية: Doc Newton)‏ هو لاعب كرة قاعدة أمريكي، ولد في 26 أكتوبر 1877 في إنديانابوليس في الولايات المتحدة، وتوفي في 14 مايو 1931 في ممفيس في الولايات المتحدة.

## وصلات خارجية
- دوك نيوتن على موقعبيزبول رفرنس.كوم (الدوري الرئيسي) (الإنجليزية)
- دوك نيوتن على موقعبيزبول رفرنس.كوم (الدوري الثانوي) (الإنجليزية)